# Ivăncești
Ivăncești est un village roumain situé dans la commune de Bolotești dans le județ de Vrancea.